# Trosteaneț, Sneatîn
Trosteaneț (în ucraineană Тростянець) este o comună în raionul Sneatîn, regiunea Ivano-Frankivsk, Ucraina, formată numai din satul de reședință.

## Demografie
Componența lingvistică a comunei Trosteaneț
     Ucraineană (99,79%)
     Alte limbi (0,21%)
Conform recensământului din 2001, majoritatea populației comunei Trosteaneț era vorbitoare de ucraineană (99,79%), existând în minoritate și vorbitori de alte limbi.